# Igombavanu
Igombavanu (auch Igombavu) ist ein Verwaltungsbezirk (englisch Ward) des Distrikts Mufindi in der tansanischen Region Iringa.

## Geografie
Igombavanu liegt im südlichen Hochland von Tansania etwa 20 Kilometer Luftlinie nordwestlich der Distrikthauptstadt Mafinga. Der Bezirk grenzt im Norden an Wasa, im Osten an Isalavanu und Sao Hill, im Süden an Bumilayinga und im Westen an Ikweha und Sadani. Bei der Volkszählung 2022 lebten 8101 Menschen in 2067 Haushalten auf einer Fläche von 220 Quadratkilometern.

## Gliederung
Der Bezirk besteht aus fünf Gemeinden (swahili Mtaa) mit 24 Orten (Kitongoji):
| Igombavanu - Welela - Isela - Igombavanu - Mavengi - Luga - Mgagu | Lugodalutali - Vibumu - Ndiuka - NgeleVala - Begakwabega - Ivyale - Ulila | Uhambila - Rungemba - Uhambila - Kitavangu | Mapogoro - Mapogoro - Mtagwa - Wenge - Mbuga - Ukemele - Matelefu | Makongomi - Mdete - Mtitu - Imalang'ani |

## Wirtschaft und Infrastruktur
- Landwirtschaft: Im Bezirk werden rund 5000 Hühner, 2000 Rinder, 1000 Ziegen und 100 Schafe gehalten.[7]
- Bildung: In Igombavanu gibt es zwei weiterführende Schulen. Die Igombavanu Secondary School ist eine staatliche Schule,[8] die Imauluma Secondary School wird privat geführt.[9] Beides sind Tagesschulen mit einer Ausbildung bis zur 4. Stufe.
- Gesundheit: In den Gemeinden Igombavanu und Uhambila liegt je eine staatliche Apotheke.[10][11]